# Actinoptera biseta
Actinoptera biseta es una especie de insecto del género Actinoptera de la familia Tephritidae del orden Diptera.

## Historia
Erich Martin Hering la describió científicamente por primera vez en el año 1956.